# Хуан, граф Барселонский
Его Королевское Высочество Инфант дон Хуан Карлос Тереса Сильвестре Альфонсо де Бурбон и Баттенберг, граф Барселонский (исп. Su Alteza Real Infante Don Juan Carlos Teresa Silverio Alfonso de Borbón y Battenberg, Conde de Barcelona, 20 июня 1913, Сеговия, Испания — 1 апреля 1993, Памплона, Наварра, Испания) — испанский принц, претендент на престол, отец короля Хуана Карлоса I.

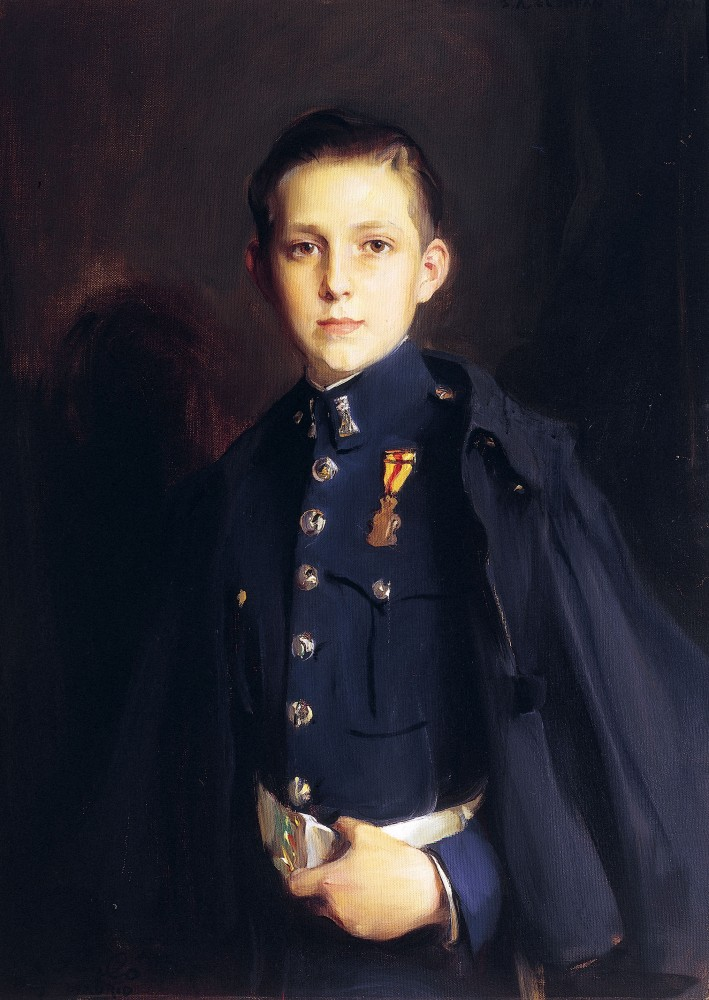
Портрет кисти Филипа Де Ласло, 1927

## Биография
Третий сын короля Испании Альфонсо XIII и Виктории Евгении Баттенбергской, единственный здоровый сын этой четы.

### В эмиграции
Покинул страну вместе с отцом в 1931 году. Служил в британском флоте. Перед смертью в 1941 году в Риме Альфонсо XIII отрёкся от престола в пользу Хуана, и ранее считавшегося престолонаследником (старшего сына-гемофилика Альфонсо уже не было в живых, кроме того, он отказался от своих прав, вступив в брак с простолюдинкой; второй сын, глухонемой дон Хайме, герцог Сеговийский, предпочёл считаться главой французского королевского дома). После этого Хуан, живший в Лозанне (Швейцария) и Эшториле (Португалия), был претендентом на испанский престол как «Хуан III», слыл либералом и выступал оппонентом режиму Франко.
В 1969 году Франсиско Франко объявил своим преемником сына Хуана, принца Хуана Карлоса, при живом отце. Это решение не было признано графом Барселонским и большинством королевских домов Европы, и после смерти Франко в 1975 году и вступления Хуана Карлоса I на престол дон Хуан продолжал не признавать сына королём.

### Статус Царского Дома Багратионов-Мухранских
В 1946 году брат Леониды, Ираклий Георгиевич Багратион-Мухранский, женился на племяннице короля Испании Альфонсо XIII, испанской инфанте донье Марии де лас Мерседес Баварской (1911–1953), а дальше историк и директор канцелярии Марии Владимировны Александр Закатов и историк Станислав Думин подтвердили, что именно тогдашний глава Королевского дома Испании Хуан де Бурбон и Баттенберг лично, через дядю-принца Фердинанда Баварского написал запрос к Владимиру Кирилловичу (считавшемуся монархами Европы главой Российского императорского дома) о статусе Багратион-Мухранских. 5 декабря 1946 года особым актом Владимир Кириллович признал царское достоинство Багратион-Мухранских, их право именоваться князьями Грузинскими и титуловаться Царскими Высочествами. Главой Грузинского царского дома был признан отец Леониды Георгиевны — Георгий Александрович Багратион-Мухранский. После этого глава испанских Бурбонов Дон Хуан, граф Барселонский, получив Акт Главы Императорского Дома Владимира, признал брак династическим, чего он сделал. Граф Барселонский, признал брак инфанты Мерседес с князем Ираклием Георгиевичем Багратион-Мухранским династическим.Следовательно, дети Ираклия Багратиона-Мухранского и Марии де лас Мерседес Баварской входили в линию наследования испанского престола. В 1948 году сестра Ираклия, Леонида, вышла замуж за великого князя Владимира, что великий князь считал династическим. 

### Возвращение в Испанию
В 1977 году после отказа короля от преемственности режиму Франко граф Барселонский вернулся в Испанию, отказался от своих претензий и признал права сына, сохранив свой титул.
В 1978 году Король Испании присвоил ему звание почётного адмирала флота (исп. Almirante Honorario de la Armada)
С 4 декабря 1988 года — генерал-капитан флота.
Умер от рака лёгких в Памплоне. Похоронен в Эскориале, рядом с могилами испанских королей.

## Семья
12 октября 1935 года сочетался браком с принцессой Марией де лас Мерседес де Бурбон и Орлеан.
У супругов родилось четверо детей:
1. Её Королевское Высочество Инфанта донья Пилар, герцогиня Бадахосская (1936—2020)
2. Его Величество Король Испании дон Хуан Карлос I (р. 1938)
3. Её Королевское Высочество Инфанта донья Маргарита, герцогиня Сория и Эрнани (р. 1939)
4. Его Королевское Высочество Инфант дон Альфонсо (1941—1956), погиб в результате несчастного случая с оружием

## Награды
- Орден Золотого руна
- Кавалер Большого креста ордена Карлоса III
- Кавалер Большого креста ордена «За морские заслуги» с белым знаком отличия
- Кавалер Большого креста ордена Христа (31 января 1986 года, Португалия)[8]